# Evangelio de San Cuthbert

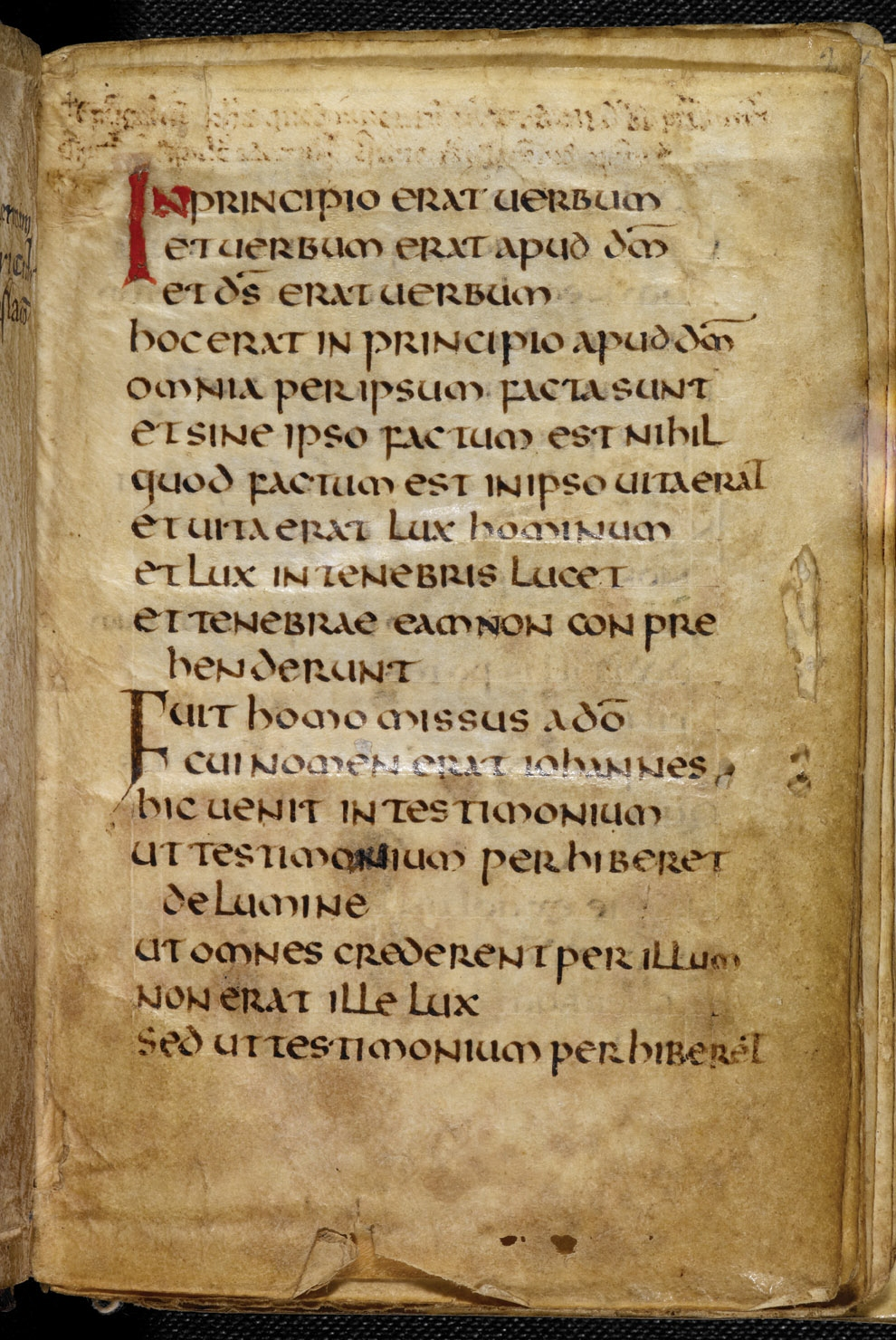
Evangelio de San Cuthbert. Biblioteca Británica

El Evangelio de San Cuthbert es el libro europeo más antiguo que ha sido encontrado intacto.
Data del siglo VII y es una copia manuscrita y en latín del Evangelio según San Juan. Mide 96 milímetros (3.8 pulgadas) por 136 milímetros (5.4 pulgadas), por lo que cabe en una mano, y va provisto de una cubierta de cuero rojo profusamente decorada. Fue descubierto en la tumba de San Cuthbert en la Catedral de Durham, cuando fue abierta en el 1104. Como el santo murió el año 687, es de ese siglo y quizá anterior. El ataúd de Cuthbert llegó a Durham varios meses después de que algunos monjes los sacaran de la isla de Lindisfarne, ubicada a 330 millas al norte de Londres, para proteger los restos de los invasores vikingos de los siglos IX y X. Así pues, es algo anterior a los Evangelios de Lindisfarne. El libro ha sido vendido en 2012 por los Jesuitas a cambio de 10,9 millones de euros al Museo Británico.